# Jeřabina
Jeřabina är ett berg i Tjeckien.   Det ligger i regionen Ústí nad Labem, i den nordvästra delen av landet, 90 km nordväst om huvudstaden Prag. Toppen på Jeřabina är 785 meter över havet.
Terrängen runt Jeřabina är kuperad.Runt Jeřabina är det ganska tätbefolkat, med 120 invånare per kvadratkilometer. Närmaste större samhälle är Most, 14,6 km sydost om Jeřabina. I omgivningarna runt Jeřabina växer i huvudsak blandskog.